# Eldorado (Maryland)
Pour les articles homonymes, voir Eldorado (homonymie).
La ville de Eldorado est située dans le comté de Dorchester, dans l’État du Maryland, aux États-Unis. Sa population s’élevait à 45 habitants lors du recensement de 2020.